# Pacific Blue – Die Strandpolizei
Pacific Blue – Die Strandpolizei (Originaltitel: Pacific Blue) ist eine US-amerikanische Krimi- und Actionserie, deren Hauptpersonen die Polizisten der Strandpolizei vom Santa Monica Police Department sind. Sie patrouillieren auf Fahrrädern und ihr Gebiet ist der Strand und die angrenzenden Straßen.

## Handlung
Die Polizisten des Santa Monica Police Departments patrouillieren am Strand und den Strandavenues. Sie jagen vom Kleinkriminellen bis zum Menschenhändler alle möglichen Verbrecher. In manchen Folgen müssen die Polizisten auch als Undercover-Agenten ermitteln.
Chef der Einheit ist Lieutenant Anthony Palermo (Rick Rossovich), sein Stellvertreter ist T.C. Callaway (Jim Davidson). Zum Team gehören noch der Draufgänger Victor del Toro (Marcos Farraez) und die beiden Polizistinnen Cory McNamara (Paula Trickey) und Chris Kelly (Darlene Vogel), die später T.C. heiratet.
Im Laufe der Serie kommt es zu personellen Veränderungen: Victor verlässt das Team, nachdem er sich am Mörder seiner Verlobten gerächt hat, und danach auf der Flucht ist. Cory hat sich verliebt und verlässt die Stadt mit ihrem Freund. Auch Lt. Palermo verabschiedet sich von der Einheit.
Für sie kommen die jungen Polizisten Bobby Cruz (Mario Lopez), Russ Granger (Jeff Stearns) und Monica Harper (Shanna Moakler). T.C. übernimmt die Leitung des Teams.

## Wissenswertes

### Gaststars
Da die Wrestlingshow WWE Raw (damals noch WWF Raw) der World Wrestling Federation auf demselben Sender lief (USA Network), spielten einige der Wrestler als Gaststars in der Serie mit; unter anderem Shawn Michaels, Chyna, Triple H und Rena Mero.

### Stunts
Die Fahrradstunts wurden von erfahrenen Radsportlern übernommen. Diese waren unter anderem: Hans Rey, Brian Lopes und David Brinton.

### Drehorte

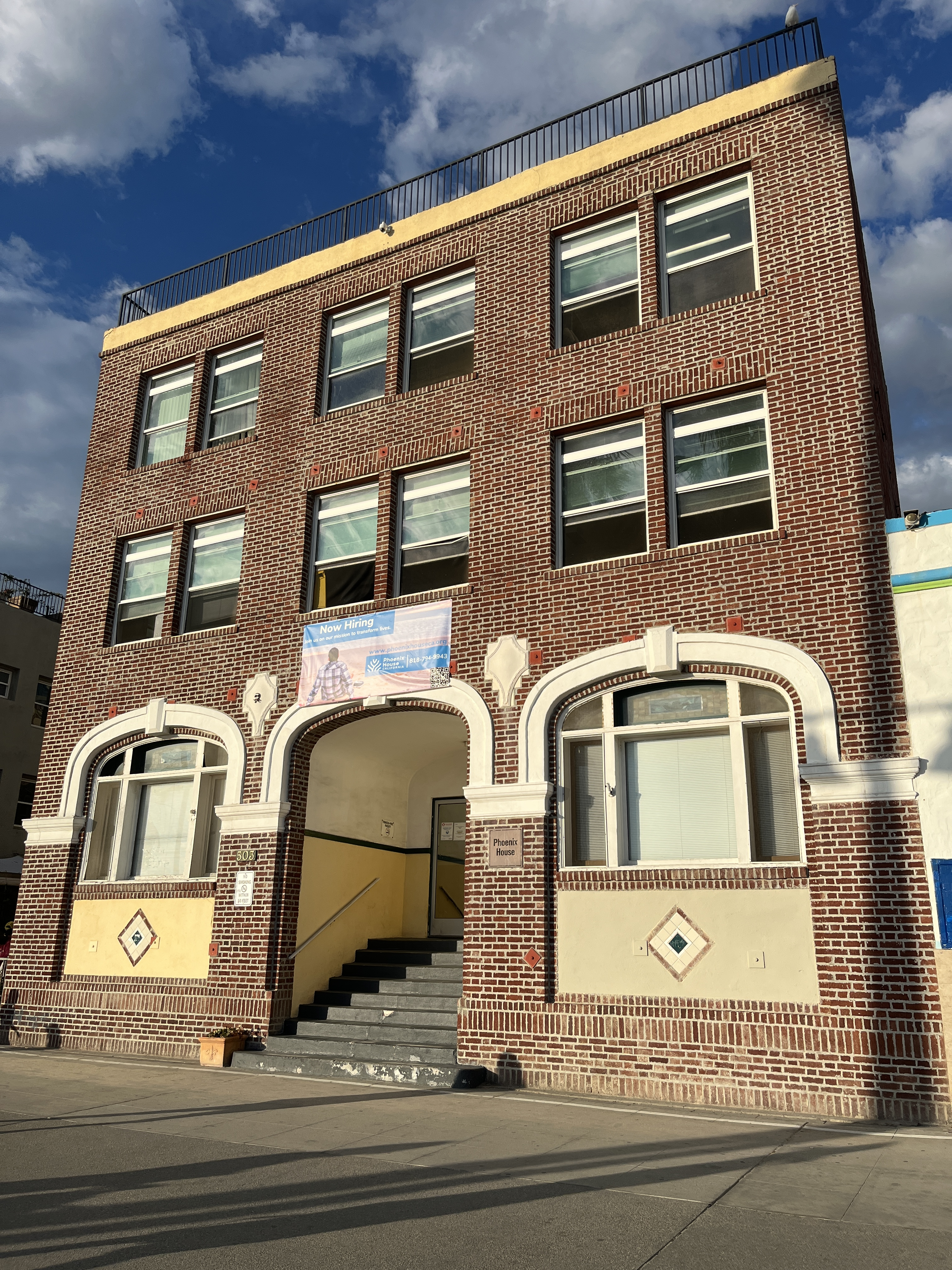
Für die Außenaufnahmen der Polizeistation wurde dieses Gebäude (503 Ocean Front Walk, Venice, CA 90291) am Venice Beach genutzt.

Pacific Blue wurde an den Küsten der Metropolregion von Los Angeles gedreht: in Santa Monica, Venice, Redondo Beach, Seal Beach und Huntington Beach. Zwei Episoden der fünften Staffel wurden auf Hawaii gedreht.

### Ausstrahlung
Vereinigte Staaten
Die Erstausstrahlungen der Serie erfolgte beim US-Sender USA Network. Die Serie lief fünf Staffeln lang auf dem USA Network, vom 2. März 1996 bis zum 9. April 2000, und umfasst insgesamt 101 Episoden.
Deutschland, Österreich und die Schweiz
Die deutschsprachige Erstausstrahlung erfolgte ab dem 25. Mai 1997 bei ProSieben. Später wurde die Serie bei Sat.1 und beim Pay-TV-Sender Premiere wiederholt. Wobei dort nicht alle 101 Folgen ausgestrahlt wurden. Denn erst beim Pay-TV-Sender Kabel Eins Classics erfolgte zwischen dem 2. März und 1. April 2011 die deutschsprachige Erstausstrahlung der fünften Staffel. 2014 wurde die Serie bei blizz wiederholt, sowie zwischen 2017 und 2018 beim Sender TV24.
Seit Juli 2023 werden alle Folgen der Serie kostenlos beim Streamingportal Pluto TV ausgestrahlt und als VOD angeboten.

### DVD-Veröffentlichung
Ausschließlich die erste Staffel ist in deutscher Sprache auf DVD erhältlich.